# December Day
December Day (indicato come Willie’s Stash, Vol. 1: December Day) è un album in studio collaborativo del cantante di musica country statunitense Willie Nelson e della sorella Bobbie Nelson, pubblicato nel 2014.

## Tracce
Testi e musiche di Willie Nelson, eccetto dove indicato..
1. Alexander's Ragtime Band – 2:42 (Irving Berlin)
2. Permanently Lonely – 4:22
3. What'll I Do – 3:30 (Irving Berlin)
4. Summer of Roses / December Day – 3:11
5. Nuages – 3:22 (Django Reinhardt)
6. Mona Lisa – 3:31 (Ray Evans, Jay Livingston)
7. I Don't Know Where I Am Today – 2:26
8. Amnesia – 2:31
9. Who'll Buy My Memories – 2:47
10. The Anniversary Song – 2:13 (Al Jolson, Saul Chaplin)
11. Laws of Nature – 5:39
12. Walkin' – 5:41
13. Always – 2:40 (Irving Berlin)
14. I Let My Mind Wander – 3:09
15. Is the Better Part Over – 2:42
16. My Own Peculiar Way – 4:11
17. Sad Songs and Waltzes – 2:45
18. Où-es Tu, Mon Amour / I Never Cared For You – 5:29 (Emile Stern, Henri LeMarchand / Willie Nelson)